# Nodutus asymetricus
Nodutus asymetricus är en insektsart som först beskrevs av Cândido Firmino de Mello-Leitão 1939. 
Nodutus asymetricus ingår i släktet Nodutus och familjen Proscopiidae. Inga underarter finns listade i Catalogue of Life.